# Katrin Meyerhöfer
Katrin Meyerhöfer (* 8. Juli 1979 in Korbach) ist eine ehemalige deutsche Tischtennis-Nationalspielerin. Sie ist deutsche Meisterin im Doppel.

## Jugend
Sie begann als Neunjährige ihre Laufbahn beim BG Korbach, ehe sie 1991 zum TFC Wolfhagen wechselte. Sie spielte zunächst Angriff, stellte jedoch auf Anraten des schwedischen Trainers Ola Einarsson auf Abwehr um. 1992 wurde sie für die Schüler-Europameisterschaft in Topolancy nominiert. 1994 wurde sie bei der Europameisterschaft der Schüler Erster mit der deutschen Mannschaft. Im gleichen Jahr belegte sie bei den deutschen Schülermeisterschaften mit Andrea Bargel Platz zwei im Doppel, mit Timo Boll holte sie den Titel im Mixed. 1995 siegte sie beim Bundesranglistenturnier DTTB-TOP12 der Jugend. Bei der deutschen Juniorenmeisterschaft 1998 wurde sie Zweite. Gefördert wurde ihr Talent durch den Besuch des Deutschen Tischtennis-Zentrums DTTZ in Heidelberg, wo sie von professionellen Trainern wie Horst Heckwolf, Bernd Raue und Eva Jeler betreut wurde.

## Erwachsene
1994 wechselte Meyerhöfer zum TTC Kassel, 1997 schloss sie sich dem FC Langweid an. Mit dessen Damenteam wurde sie 1999, 2000, 2001 und 2003 Deutscher Meister. 
Bei den Nationalen Deutschen Meisterschaften gewann erreichte sie 2000 im Mixed mit Thomas Schröder das Halbfinale. Mit Irene Ivancan wurde sie 2001 Deutscher Meister im Doppel und ein Jahr später Dritter.
1999 nahm sie an der Weltmeisterschaft teil. Im Einzel musste sie zunächst in der Qualifikationsrunde antreten, wo sie durch Siege über Catherine Ann Davies (Wales) und Michelle DO (USA) weiterkam. In der Hauptrunde war dann gegen Kim Moo-kyo (Korea) Endstation. Im Doppel mit Jing Tian-Zörner gewann sie gegen Dusanka Matovic/Rumenka Krasteva (Mazedonien) und verlor dann gegen Park Hae-jung/Kim Moo-kyo (Korea). Im Mixed trat sie mit dem Finnen Mika Räsänen an. Nach einem Sieg über Ganeshan Veerasamy Descann/Devina Dookhee (Mauritius) schieden sie gegen Allan Bentsen/Pernilla Pettersson (Dänemark/Schweden) aus.
Bei der WM 2001 erreichte sie mit der deutschen Damenmannschaft Platz neun. Im Einzel schied sie in der ersten Runde gegen Eva Ódorová (Slowakei) aus. Auch das Doppel mit Jie Schöpp verlor in der ersten Runde gegen Wong Ching/Lau Sui Fei (Hongkong).
2001 gewann sie das Bundesranglistenturnier DTTB-TOP-16.
Von 2004 bis 2009 arbeitete Meyerhöfer als Spielertrainerin beim TuS Glane, danach kehrte sie wieder nach Langweid zurück.

## Privat
Meyerhöfer war Mitglied der Sportfördergruppe der Bundeswehr und ist Berufssoldatin.

## Turnierergebnisse
| Verband | Veranstaltung                         | Jahr | Ort           | Land | Einzel     | Doppel        | Mixed        | Team |
| ------- | ------------------------------------- | ---- | ------------- | ---- | ---------- | ------------- | ------------ | ---- |
| GER     | Jugend-Europameisterschaft (Kadetten) | 1994 | Paris         | FRA  |            |               |              | 1    |
| GER     | Pro Tour                              | 2001 | Chatham       | ENG  | letzte 32  | Rd 1          |              |      |
| GER     | Pro Tour                              | 1999 | Karlskrona    | SWE  | Rd 1       | Rd 1          |              |      |
| GER     | Pro Tour                              | 1999 | Lievin        | FRA  |            | Rd 1          |              |      |
| GER     | Pro Tour                              | 1999 | Hopton-on-Sea | ENG  |            | Rd 1          |              |      |
| GER     | Pro Tour                              | 1998 | Sundsvall     | SWE  | Rd 1       | Rd 1          |              |      |
| GER     | Pro Tour                              | 1997 | Belgrad       | YUG  | Rd 1       | Rd 1          |              |      |
| GER     | Pro Tour                              | 1997 | Kettering     | ENG  |            | Viertelfinale |              |      |
| GER     | Weltmeisterschaft                     | 2001 | Osaka         | JPN  | letzte 128 | letzte 64     | keine Teiln. | 9    |
| GER     | Weltmeisterschaft                     | 1999 | Eindhoven     | NED  | letzte 128 | letzte 64     | letzte 128   |      |